# Église Saint-Médard de Saint-Mars-sous-Ballon
Pour les articles homonymes, voir Église Saint-Médard.
L'église Saint-Médard est une église catholique de Saint-Mars-sous-Ballon, commune déléguée de Ballon-Saint Mars dans le centre de la Sarthe au nord du Mans en France.

## Description
L'église Saint-Médard s'élève dans le centre de Saint-Mars-sous-Ballon. Dédiée à Médard de Noyon, elle est rattachée au diocèse du Mans, dans le doyenné de la Vallée de la Sarthe et la paroisse de Ballon.
Le plan de l'église est en croix latine.

## Mobilier

### Objets protégés
L'église Saint-Médard possède plusieurs objets protégés aux monuments historiques :
- un cadran solaire (1699)[3] ;
- une croix de procession en cuivre (XIVe siècle)[4] ;
- un retable en pierre (XIVe siècle)[5] ;
- un tableau représentant Jésus au jardin des Oliviers, œuvre du peintre Decherche d'après Le Brun (1726)[6] ;
- un groupe sculpté en terre cuite représentant la mort de la Vierge Marie (XVIIe siècle)[7] ;
- une statue de la Vierge à l'Enfant en bois (XIVe siècle)[8] ;
- une plaque funéraire du prêtre Jehan Esnault (mort en 1502)[9].

### Cadran solaire
L'église abrite un cadran solaire, daté de 1699. Retrouvé en 1945, il est incorporé dans le mur nord de l'édifice ; initialement destiné à être placé horizontalement, l'objet est donc désormais vertical. Il n'est donc plus utilisable.
Il s'agit plus précisément d'une table gnomonique, comportant cinq cadrans solaires distincts gravés sur une plaque d'ardoise de 50 cm de long sur 45 cm de large. La plaque est néanmoins cassée sur son bord gauche, ce qui a réduit ses dimensions et amputé une partie des cadrans et des textes gravés. Une inscription dans la partie inférieure du cadran central mentionne « Andreas Valiquet fecit » et « 1699 », signalant que l'objet est l'œuvre de l'abbé André Valiquet (1624-1700) ou qu'il a été réalisé en son honneur en 1699,. La table comporte un cadran principal, occupant sa partie centrale, ainsi que quatre cadrans secondaires, occupant chacun un coin ; le cadran central possède encore son style, celui des autres cadrans a disparu.
Le cadran principal est un cadran horizontal classique. Il possède une couronne extérieure numérotée en chiffres romains de IIII à XII dans sa partie gauche et de I à VIII dans sa partie droite, donnant ainsi l'heure solaire de 4 heures du matin à 8 heures du soir. Il comporte une deuxième couronne concentrique, numérotée de 1/2 à 29, permettant de l'utiliser comme cadran lunaire. Sa partie centrale est évidée afin de pouvoir y placer un disque amovible supportant le style en fer forgé, permettant ainsi de régler le cadran en fonction de la phase lunaire.
Le cadran haut-gauche représente les signes du Zodiaque.
Le cadran haut-droit indique, selon les termes qui y sont gravés, les « heures babyloniques et italiques ». Les heures babyloniques débutent au lever du soleil et découpent une journée en 24 heures, jusqu'au lever du soleil suivant. Les heures italiques procèdent de même, mais en commençant  la journée à partir du coucher de soleil.
Le cadran bas-gauche renseigne les « heures antiques et judaïques ». Ces heures débutent au lever du soleil et se terminent à son coucher, partageant la journée en 12 heures d'égale durée.
Le cadran bas-droit est un cadran horizontal classique indiquant en outre l'azimut du Soleil et les almicantarats, cercles concentriques indiquant la hauteur du Soleil au-dessus de l'horizon.

## Historique
L'église Saint-Médard date du XIIIe siècle.
L'église est classée au titre des monuments historiques en 1975.